# Paillant
Paillant är en kommun i Haiti.   Den ligger i departementet Nippes, i den sydvästra delen av landet, 90 km väster om huvudstaden Port-au-Prince. Antalet invånare är 15 762.
Terrängen runt Paillant är huvudsakligen lite bergig. Paillant ligger uppe på en höjd. Närmaste större samhälle är Miragoâne, 7,2 km öster om Paillant. Omgivningarna runt Paillant är en mosaik av jordbruksmark och naturlig växtlighet.